# Heterochelus wittei
Heterochelus wittei är en skalbaggsart som beskrevs av Schein 1959. Heterochelus wittei ingår i släktet Heterochelus och familjen Melolonthidae. Inga underarter finns listade i Catalogue of Life.